# Christoph Bender von Bienenthal

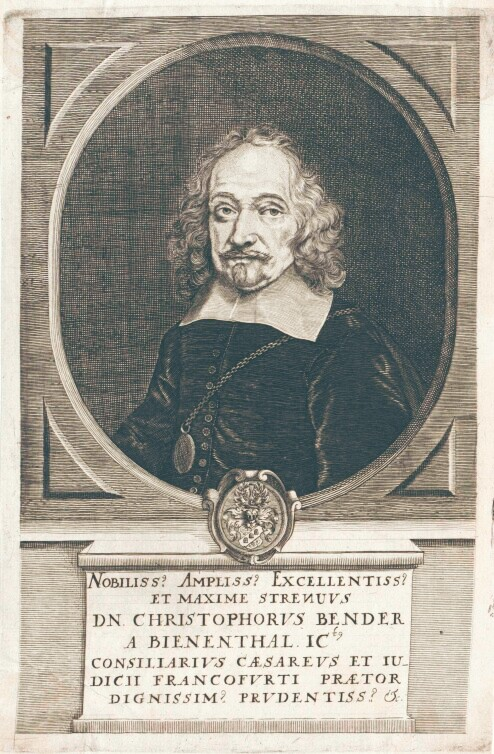
Christoph Bender von Bienenthal

Johann Christoph Bender; ab 1661 Bender von Bienenthal (* 18. November 1603 in Frankfurt am Main; † 13. Mai 1666 ebenda) war ein deutscher Politiker der Reichsstadt Frankfurt.

## Leben
Christoph Bender war der Sohn des Frankfurter Advokaten und Notars Conrad Bender und dessen Ehefrau Maria geborene Geisselmeyer. Er heiratete 1635 die Tochter des Münzmeisters Caspar Ayrer, Susanna Ayrer. Der gemeinsame Sohn Jacob Bender von Bienenthal wurde ebenfalls Ratsherr und Jüngerer Bürgermeister in Frankfurt.
Bender zog nach dem Tod des Vaters 1618 nach Erfurt und machte dort eine Lehre als Buchhändler. 1619 war er in Jena und Leipzig als Famulus und Hauslehrer tätig. Ab 1620 lebte er wieder in Frankfurt und studierte privat Rechtswissenschaften. 1625 machte er zu Fuß eine Reise nach Frankreich (Orléans, Tours, Sedan) und war ab dem 30. Oktober 1627 an der Universität Straßburg immatrikuliert. Danach war er beim Reichskammergericht in Speyer, bevor er 1629 in Straßburg disputierte, ohne die Doktorwürde anzunehmen. Ab 1633 war er Advokat in Frankfurt.
Bender wurde 1636 Ratsherr und 1639 Schöff in Frankfurt am Main. 1648, 1655, 1658 und 1662 war er Älterer Bürgermeister und ab dem 1. November 1662 Stadtschultheiß. Am 11. November 1661 wurde er in den Adelsstand erhoben und zum Kaiserlichen Rat ernannt.